# Albert Préjean

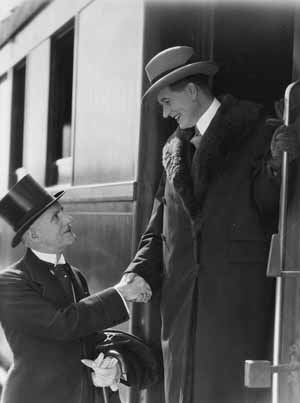
Henry Roussel und Albert Préjean (rechts) in Les Nouveaux Messieurs (1929)

Albert Préjean (* 27. Oktober 1894 in Pantin bei Paris; † 1. November 1979 in Paris) war ein französischer Bühnen- und Filmschauspieler, zu Beginn des Tonfilmzeitalters einer der Top-Leinwandstars seines Landes.

## Leben und Wirken
Préjean arbeitete in jungen Jahren unter anderem als Boxer und begann seine künstlerische Laufbahn als Sänger und Akrobat in Pariser Konzertcafés. Während des Ersten Weltkriegs war er ein erfolgreicher Jagdflieger in der Fliegerstaffel Escadrille des Cigognes. 
Zum Film wurde Préjean 1921 als Stunt-Double eines Kollegen in Henri Diamant-Bergers Version des beliebten Dumas-Stoffes Die drei Musketiere geholt. Bald erspielte er sich Starruhm mit Rollen kraftvoller jugendlicher Helden und Liebhaber. Seine Heroen besaßen meist ein Herz aus Gold, umwerfenden Charme und, wenn nötig, auch harte Fäuste. Vor allem das weibliche Fanpublikum war von Préjean begeistert. 
Der Regisseur René Clair setzte den Schauspieler immer wieder ein: Nach Paris schläft, Der Seelendieb vom Moulin-Rouge und Le Voyage imaginaire kulminierte diese Zusammenarbeit erstmals 1927 in Der Florentiner Hut, einer turbulenten Geschichte um einen Strohhut, den ein Pferd am Hochzeitstag des Helden einer Dame wegfrisst. Mit der Rolle des Straßensängers Albert in Clairs legendärem Milieu-Film Unter den Dächern von Paris gab Préjean 1930 nicht nur einen glänzenden Einstand beim Tonfilm, sondern fand in dieser Figur auch seine angemessenste Aufgabe: er spielte dort eine Art alter ego. Albert entsprach perfekt Préjeans Selbstverständnis: er liebte die Frauen und war keiner Prügelei abgeneigt – eine Reminiszenz an seine Boxer-Vergangenheit –, er war ein Tunichtgut mit anständigem Kern, ein Pariser Bohemien der Hinterhöfe und Gassen, ein Straßensänger und kleiner Gauner. 
Ebenfalls 1930 erhielt der Schauspieler die Rolle des Mackie Messer in der französischen Fassung von G. W. Pabsts Dreigroschenoper, die er ebenfalls perfekt absolvierte. Auch in weiteren französischen Fassungen deutschsprachiger Originalversionen übernahm Préjean Hauptrollen. Er verlegte sich im frühen Tonfilm – seit Eine Razzia in Paris (1931), in dem er neben Annabella spielte – zunächst erfolgreich auf das Unterhaltungsfach als Komödiant und Operettensänger. Préjean spielte mit Gaby Morlay, Françoise Rosay, Martine Carol und mehrmals auch mit Danielle Darrieux, wie 1935 in der besonders erfolgreichen musikalischen Komödie Quelle drôle de gosse! von Léo Joannon. Mit dem Aufkommen des schwermütigeren, realistischeren Kinos und dessen kongenialen Repräsentanten Jean Gabin seit Mitte der 30er Jahre begann Préjeans Stern allmählich zu sinken. Er spielte zwar weiterhin Hauptrollen (darunter dreimal den Kommissar Maigret), aber konnte an seine großen Erfolge nicht mehr anschließen. 
Nach dem Zweiten Weltkrieg konnte man Préjean nur noch in Nebenrollen sehen, er verkörperte nunmehr gesetzte Charaktere (Hotelmanager in Adorables démons, Kriminalinspektor in Das Schiff der gefährlichen Männer), zuletzt in zwei Filmen mit dem neuen Action- und Prügelfilm-Idol Eddie Constantine.
Sein Sohn Patrick Préjean ist in seine Fußstapfen getreten und arbeitet als Schauspieler. 1979 veröffentlichte dieser einen Interviewband über seinen Vater.

## Filmografie
- 1921: Les Trois mousquetaires
- 1921: Le Mauvais garçon
- 1922: Vingt ans après
- 1922: Gonzague
- 1923: Le Roi de la Vitesse
- 1923: Jim Bougne, boxeur
- 1924: Das Wunder der Wölfe (Le Miracle des loups)
- 1924: Der Seelendieb vom Moulin-Rouge (Le Fantôme du Moulin-Rouge)
- 1925: Paris schläft (Paris qui dort)
- 1925: Le Voyage imaginaire
- 1925: La Justiciaire
- 1926: Le Bouif errant
- 1927: Le Chauffeur de mademoiselle
- 1928: Der Florentiner Hut (Un chapeau de paille d’Italie)
- 1928: Verdun, das Heldentum zweier Völker (Verdun, visions d’histoire)
- 1929: Die neuen Herren (Les Nouveaux messieurs)
- 1929: Fruchtbarkeit (Fécondité)
- 1929: Bluff
- 1929: L’Aventure de Luna-Park (auch Regie)
- 1930: Unter den Dächern von Paris (Sous le Toits de Paris)
- 1930: L’Opéra de quat’sous
- 1931: Razzia auf Liebe (Un soir de rafle)
- 1931: Le Joker
- 1931: Madame hat Ausgang (auch franz. Originalversion: L’Amoureuse aventure)
- 1932: Zwei junge Herzen (Un fils d’Amérique)
- 1932: Voyage de noces
- 1932: Théodore et Cie
- 1933: Caprice de princesse
- 1933: Toto
- 1933: Le paquebot Tenacity
- 1934: Der falsche Zar von Kasan (Volga en flammes)
- 1934: Dédé
- 1934: Die Krise ist vorbei (La Crise est finie)
- 1934: L’Or dans la Rue
- 1935: Princesse Tam-Tam
- 1935: Paris-Camargue
- 1935: Lune de miel
- 1936: Ihr erster Fall (Un mauvais garçon)
- 1936: Jenny
- 1937: Alibi (L’Alibi)
- 1937: La Fessée
- 1937: Mollenard
- 1938: La Rue sans joie
- 1938: Place de la Concorde
- 1938: La Piste du sud
- 1939: So ist das Leben (Métropolitain)
- 1939: Nord-Atlantique
- 1939: L’Or du Cristobal
- 1941: L’Étrange Suzy
- 1941: Einmal im Jahr (Caprices)
- 1942: Einer war zuviel (Picpus)
- 1943: Paradies der Damen (Au bonheur des dames)
- 1943: Maigret und die Frau ohne Kopf (Cécile est morte)
- 1945: L’Assassin n’est pas coupable
- 1946: L’Homme de la Nuit
- 1946: Feuer im Bazar (La Kermesse rouge)
- 1947: Die Brüder Bouquinqant (Les Frères Bouquinquant)
- 1947: L’Idole
- 1948: Piège à hommes
- 1949: Les nouveaux maîtres
- 1952: Wir brauchen einen Mann (Le Désir et l’Amour)
- 1954: Casse-cou, mademoiselle
- 1955: Das Schiff der gefährlichen Männer (Chéri-Bibi)
- 1955: Ein Mann für Afrika (Un missionaire)
- 1956: Omloop van Middernacht
- 1956: Adorables démons
- 1957: Zur tollen Kuh (Paris Music Hall)
- 1960: Bomben auf Monte Carlo
- 1961: Viel Glück, Eddie (Bonne chance, Charlie)

## Anmerkung
1. ↑  andere Quellen geben das Geburtsjahr 1893 an